# روني (لاعب كرة قدم مواليد 1991)
روني (بالبرتغالية: Roni‏) هو لاعب كرة قدم برازيلي في مركز الوسط، ولد في 26 يناير 1991 في ساو جوزيه دوس كامبوس في البرازيل. لعب مع نادي ساو باولو ونادي كوريتيبا ونادي موجي ميريم.

## وصلات خارجية
- روني (لاعب كرة قدم مواليد 1991) على موقع اتحاد تركيا (لاعب) (الإنجليزية)
- روني (لاعب كرة قدم مواليد 1991) على موقع قاعدة بيانات كرة القدم.إي يو (الإنجليزية)
- روني (لاعب كرة قدم مواليد 1991) على موقع Soccerway.com (الإنجليزية)
- روني (لاعب كرة قدم مواليد 1991) على موقع عالم كرة القدم.نت (الإنجليزية)